# YEIS

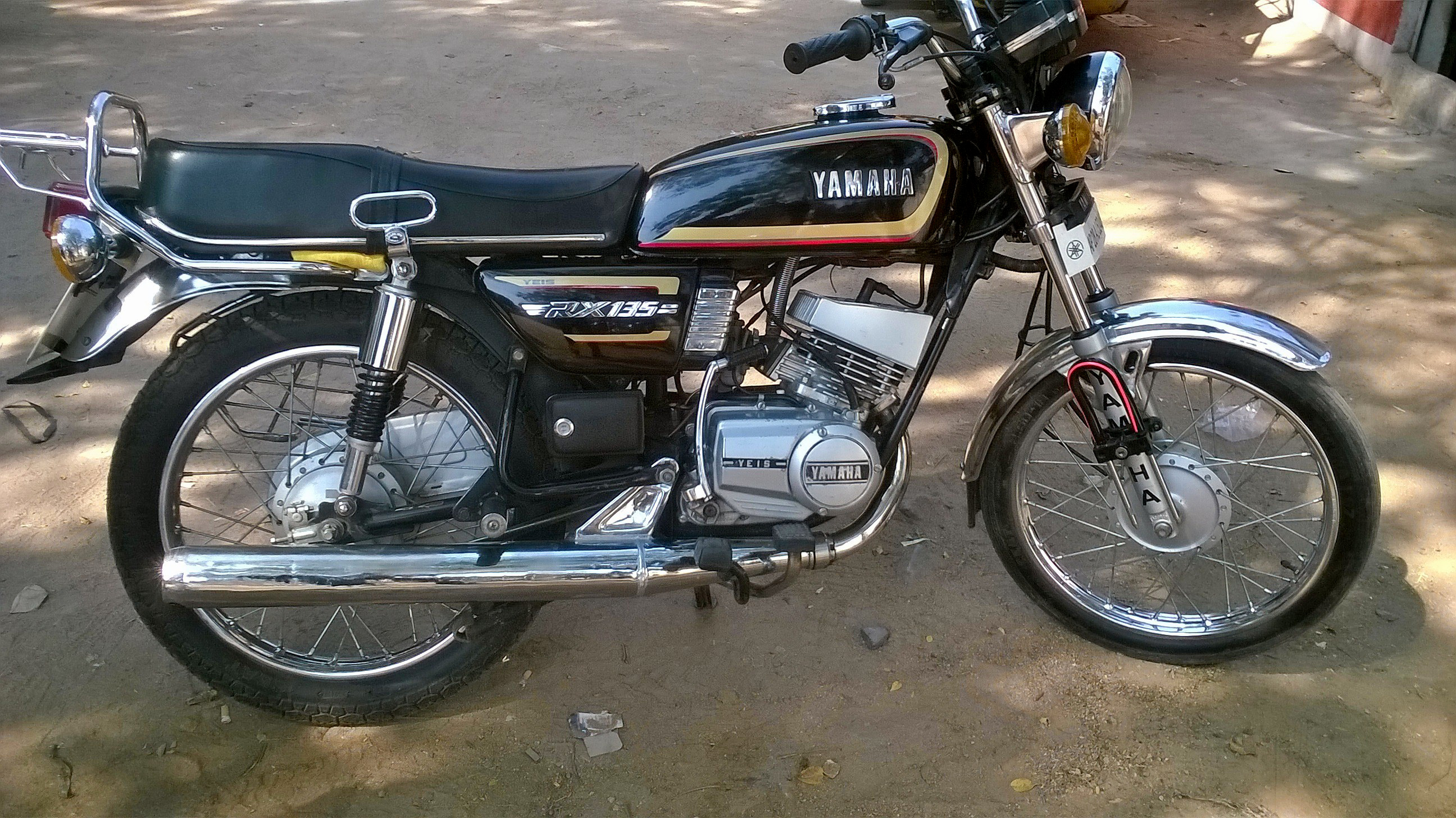
エンジンサイドカバーに「YEIS」のロゴが打刻されたヤマハ・RX135。YPVSが既に登場していた1980年代中盤に登場したヤマハ・RXは、ヤマハでも数少ない「YEISのみの搭載」を最大のセールスポイントとしていた車種である。

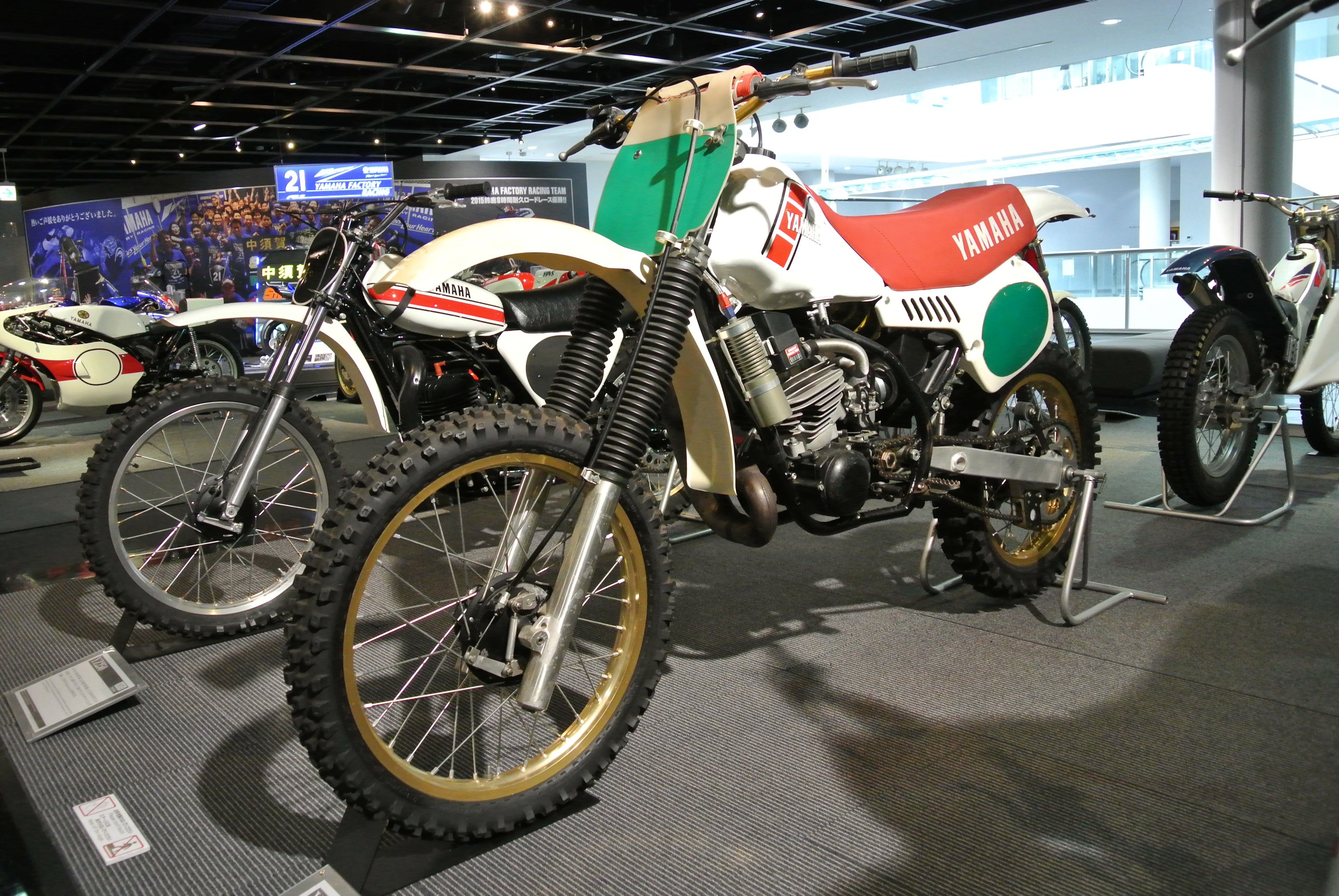
1981年式ヤマハ・YZM250(OW50)。シリンダー上方の黒い台形の箱型の部品がYEIS。ヤマハ・YZにおいては「ENERGY INDUCTION YAMAHA」と書かれた正方形の赤黒デカールがYEISに貼付されていた。

YEIS（Yamaha Energy Induction System）はヤマハ発動機が1980年に開発した、2ストロークエンジンの吸気管に用いられる付加装置の名称である。

## 概要
YEISはキャブレターからシリンダーへ至る吸気管に、予備室（インテークチャンバー）をつけたもの。吸気流速のムラを無くし、安定した吸気効率を確保することを目的としており、1970年代に石油危機に伴う消費者の燃費志向や自動車排出ガス規制への対応の為に開発が始まったものであり、ヤマハによれば開発時点では平均10%の燃費向上が認められたとされる。なお、4ストローク車にも応用可能な技術とされているが、ヤマハ自身は同じ1980年に4ストロークエンジン向けにYICSを発表した。YEISは吸気ポートやリードバルブが閉じた際に吸気圧の慣性を利用して一度予備室内に混合気を貯蔵しておき、再び吸気弁が開かれた際に予備室内に貯蔵されていた圧力を利用してより多くの混合気をシリンダー内に吸い込ませることで、吸気効率の向上が図られる仕組み(レゾネーター)であり、後年の可変長インテークマニホールドにも通じる慣性過給(共鳴過給)デバイスのひとつでもある。開発当初はキャブレターのスロットル及び分離給油オイルポンプと連動する形で、アクセルワイヤーにより開閉される機械式の開閉弁が備えられていたが、実際の競技及び市販車両では開閉弁は省略された。配置のレイアウトによってはYEISの内部に液化したガソリンが滞留する場合もあるため、車種によっては共鳴経路とは別にガソリンの排出経路が併設される場合もあった。YEISは単気筒の4ストロークエンジンでも採用が可能であり、その場合には2ストロークエンジンとは異なり、インテークマニホールドではなく、YICSの概念であるシリンダーヘッドに設けられた補助誘導ポートにYEISが接続される事となり、シリンダー内の渦流(スワール)の形成を補助した。YEISは一般的に樹脂製又はアルミ製のボトルが用いられたが、車種によってはボトルを置く余剰空間がない場合、フレームその物をYEISとして使用する設計も存在した。
YEISの装着により従来と同じ出力をより小さなキャブレターで実現できるようになった他、ハーフスロットルでのパワー、トルクが向上し、パワーの谷を少なくさせる効果も期待できる、とされる。YEISは1980年にヤマハ・YZモトクロッサーに初採用され、翌1981年にRZ50など市販車両4車種にも導入、その後ヤマハの2ストロークエンジン車の多くに7ポート・トルクインダクションと共に採用され続けた。非常に単純なシステムのため、コストの都合上YPVSが採用しがたい排気量100cc以下のヤマハ・メイトやヤマハ・DTなどの原動機付自転車では、YEISはリードバルブと並び貴重な吸気デバイスのひとつであった。
YEISは海外ではブースト・ボトル(Boost Bottle)の俗称でも呼ばれており、古くはチーム・プロサーキットがハスクバーナ社製のモトクロッサーでモトクロス競技に参戦する際にアルミニウム製のブースト・ボトルが広く用いられた他、2000年代以降はエンスージアストの間でもリードバルブを持たない古いエンジンや、1997年のヤマハのYEIS特許切れ以前の他社製エンジンへの後付け改造など独自の研究が行われているが、彼らの共通認識としては、混合気内のガソリンが再液化した際にボトル内に滞留してしまわないように、ボトルは必ずインテークマニホールドやシリンダーヘッドの上方に、導入口を下向きにして取り付けること。2ストローク多気筒エンジンの場合には必ず各シリンダーに対して個別のボトルを取り付け、4ストロークエンジンのサージタンクのようなシリンダー間の共用は行わないことが望ましいとされている。
YEISは他社の2ストロークエンジンの市販車両でも、形状が類似したインテークチャンバーの形態で採用されたが、殆どのメーカーでは余り長期間用いられることなく姿を消していった。ヤマハやスズキを除く多くのメーカーやチューナーは、ブースト・ボトルの適切な音響設計や配置が行えなかった事により、十分な過吸効果を得ることができなかったとされていた事。YEISは本来は中低速でのスロットルの開度の変化が大きいモトクロスのような競技や、市街地で発進や停止を繰り返したりスロットルを半開きにして巡航する事の多いスクーターなどの用途と相性が良いとされており、常にフルスロットルで走行する性質のライダーや、全開加速を多用するロードレーサーのような競技、市街地走行車両でも小排気量の為にフルスロットルでなければ十分な速度で巡航できないような原動機付自転車などの場合には、YEISの恩恵を余り受けることができない事から、用途によっては効果が認められていながらも、次第に採用が行われなくなっていったとされる。